# Смирнова, Елизавета Юрьевна
Елизавета Юрьевна Смирнова (6 марта 2000) — российская женщина-борец вольного стиля, призёр чемпионата России.

## Биография
Борьбой начала заниматься в СДЮСШОР-5 в Чебоксарах. В марте 2014 года в Новочебоксарске заняла второе место на втором открытом республиканском турнире среди девочек на призы сестёр Натальи и Ольги Смирновых. В апреле 2017 года в Южно-Сахалинске на чемпионате России среди девушек до 18 лет завоевала бронзовую медаль. Далее стала представлять Хакасию. В сентябре 2021 года в Минске стала второй на 50-й международном турнире на призы Александра Медведя. В октябре 2022 года в Орехово-Зуево заняла 3 место на всероссийских соревнованиях на призы Анны Шамовой. С 2022 года представляет Дагестан. В июне 2022 года завоевала бронзовую медаль чемпионата России в Наро-Фоминске. 20 июня 2023 года вышла в финал чемпионата России в Каспийске. 21 июня 2023 года в финале чемпионата России уступила Полине Лукиной из Ростовской области.

## Спортивные результаты
- Чемпионат России по борьбе среди юниоров 2017 — ;
- Чемпионат России по женской борьбе 2022 — ;
- Чемпионат России по женской борьбе 2023 — ;
- Чемпионат России по женской борьбе 2025 — ;